# Republička nogometna liga Bosne i Hercegovine 1948./49.
"Republička nogometna liga Bosne i Hercegovine" je predstavljala ligu trećeg stupnja nogometnog prvenstva Jugoslavije u sezoni 1948./49. 
 
Sudjelovalo je 12 klubova, a prvak je bio "Željezničar" iz Sarajeva. 
Liga je proširena na 12 klubova. Počela je 12. rujna 1948., a završila 15. lipnja 1949. godine.

## Formiranje lige
- Željezničar (Sarajevo), povratnik iz Druge savezne lige
- Velež (Mostar), Radnik (Bijeljina), Borac (Banja Luka, Jedinstvo (Bihać), 1. maj (Bosanski Brod) i Igman (Ilidža), sudionici prošlogodišnje Lige BiH bez ispadanja
- Rudar (Kakanj), Čelik (Zenica), Bosna (Sarajevo), Proleter (Teslić) i Jedinstvo (Brčko) poslije kvalifikacija

### Kvalifikacije
| Mladost Rogatica      | – | Rudar Kakanj    | 1:5 | 0:3 pf |
| Milicionar Sarajevo   | – | Sloga Doboj     | 1:2 | 0:2    |
| Podgrmeč Sanski Most  | – | Proleter Teslić | 4:1 | 1:7    |
| Sloboda Tuzla         | – | Jedinstvo Brčko | 1:0 | 0:2    |
| Bratstvo Travnik      | – | Čelik Zenica    | 1:2 | 0:2    |
| Tekstilac Derventa    | – | Bosna Sarajevo  | 3:1 | 0:2    |
| Dodatne kvalifikacije |   |                 |     |        |
| Bosna Sarajevo        | – | Sloga Doboj     | 1:1 | 1:1    |

- Kako je rezultat druge utakmice ostao isti i poslije produžetaka, Bosna (Sarajevo) postala 12. član Republičke lige ždrijebom.
- Mladost (Rogatica) nije ni putovala u Kakanj. Bosna i Tekstilac nisu igrali produžetke jer je pao mrak. Trebali su se naknadno igrati, ali je odluka o sudioniku lige donesena ždrijebom.

## Ljestvica
| mj.    | klub                 | ut. | pob. | ner. | por. | gol+ | gol- | bod |
| ------ | -------------------- | --- | ---- | ---- | ---- | ---- | ---- | --- |
| 1.     | Željezničar Sarajevo | 22  | 15   | 6    | 1    | 68   | 17   | 36  |
| 2.     | Velež Mostar         | 22  | 15   | 4    | 3    | 52   | 19   | 34  |
| 3.     | Radnik Bijeljina     | 22  | 13   | 4    | 5    | 44   | 22   | 30  |
| 4.     | Borac Banja Luka     | 22  | 13   | 3    | 6    | 42   | 18   | 29  |
| 5.     | Čelik Zenica         | 22  | 10   | 6    | 6    | 40   | 25   | 26  |
| 6.     | Bosna Sarajevo       | 22  | 9    | 2    | 11   | 36   | 46   | 20  |
| 7.     | Proleter Teslić      | 22  | 8    | 3    | 11   | 36   | 46   | 19  |
| 8.     | Jedinstvo Brčko      | 22  | 6    | 6    | 10   | 41   | 47   | 18  |
| 9.     | Rudar Kakanj         | 22  | 8    | 1    | 13   | 30   | 54   | 17  |
| 10.    | 1. maj Bosanski Brod | 22  | 6    | 4    | 12   | 30   | 39   | 16  |
| 11.    | Jedinstvo Bihać      | 22  | 6    | 4    | 12   | 34   | 47   | 16  |
| 12.    | Igman Ilidža         | 22  | 1    | 1    | 20   | 10   | 83   | 3   |
|        |                      |     |      |      |      |      |      |     |
| Izvori |                      |     |      |      |      |      |      |     |

- Viši rang:
  - Željezničar (Sarajevo) se plasirao u Drugu saveznu ligu – poslije kvalifikacija
  - Velež (Mostar) se plasirao u novoformiranu Treću saveznu ligu – direktno
  - Borac (Banja Luka) se plasirao u Treću saveznu ligu poslije kvalifikacija na republičkoj razini
  - Radnik (Bijeljina) – igrao je naknadne kvalifikacije za opstanak u ligi s Jedinstvom iz Brčkog poslije ulaska Borca iz Banja Luke i Treću saveznu ligu i Čelik (Zenica) su igrali kvalifikacije za popunu treće savezne lige – nisu uspjeli
- Ispali:
  - Igman (Ilidža) i  Rudar (Kakanj) u novoformiranu Sarajevsku oblasnu ligu
  - Jedinstvo (Bihać) u novoformiranu Banjalučku oblasnu ligu
  - 1. maj (Bosanski Brod) u novoformiranu Tuzlansku oblasnu ligu
- Novi članovi:
  - Borac (Čapljina), Milicionar (Sarajevo), Bratstvo (Travnik), Tekstilac (Derventa), Borac (Bosanski Šamac), Sloboda (Tuzla) i Borac (Bosanska Dubica)

## Unutrašnje poveznice
- 3. ligaški rang 1948./49.